# Raunds Town F.C.
Raunds Town F.C. là câu lạc bộ bóng đá Anh tọa lạc ở Raunds, Northamptonshire. Hiện tại họ đang thi đấu ở United Counties League Division One. Họ đã từng vào bán kết FA Vase mùa giải 1994–95.

## Lịch sử
Raunds Town được thành lập năm 1946. Có nhiều đội khác cũng có tên "Raunds" từ những năm 1896–97, nhưng ở một hội nghị ở sảnh Temperance của thị trấn thì tháng 5 năm 1946 một đội bóng hợp nhất được thành lập. CLB có biệt danh là "The Shopmates" dựa trên công nghiệp làm ủng và giày của địa phương, nơi có rất nhiều phân xưởng.
Năm 1950 The Shopmates gia nhập United Counties League (trước đó có tên gọi Northamptonshire League), chơi ở Second Division. Họ không thành công ở liên đoàn này, và sau khi chuyển qua về các phân khu thì họ chơi ở Division One sau khi phân khu cao nhất được đổi tên thành Premier Division. Một mùa giải ở Division Two mùa 1979–80 có vẻ đã thức tỉnh họ: sau khi phân khu bị giải thể cuối mùa giải đó, The Shopmates trở lại Division One và thăng hạng với tư cách là nhà vô địch ở mùa giải 1982–83.
Raunds Town lao vào một chương trình mang tính hoài bão. Sau khi chơi ở Greenhouse Field 2 năm đầu tiên, họ chuyển đến The Berristers trong suốt 33 mùa giải tiếp theo và năm 1991, đội bóng chuyển đến Kiln Park. Sân vận động gần với đường A45 được thiết kế để tổ chức bóng đá ở cấp độ cao hơn. Và màn trình diễn của The Shopmates' đã đáp ứng sự hào phóng này. Mùa giải 1992–93 họ giành chiến thắng trước Northwich Victoria với tỷ số 2–0 để loại họ khỏi FA Cup ở vòng sơ loại thứ 2, vì vậy đó là lần duy nhất 1 đội bóng UCL club loại đi đối thủ đang chơi ở Football Conference. Mùa giải 1994–95, The Shopmates thất bại ở bán kết FA Vase trước Arlesey Town sau khi đã thắng 3–0 ở lượt đi. Mùa giải tiếp theo họ bị loại ở tứ kết bởi đội bóng đến từ Bristol là Mangotsfield United. Mùa giải 2006–07, The Shopmates loại bỏ đối thủ ở Isthmian League Enfield tại FA Cup bằng chiến thắng 2–1 trên sân khách, trả được mối thù trong cùng giải đấu cách đó 8 năm trước.
Trong khi đó ở United Counties League, HLV trưởng Keith Burt nỗ lực để nằm trong tốp đầu bảng xếp hạng. Sau khi bị mất chức vô địch do hiệu số bàn thắng bại ở mùa giải 1994–95, Raunds đã đoạt chức vô địch mùa giải sau đó. Họ được thăng hạng lên Southern League, nơi họ thi đấu ở Midland Division. Tuy nhiên, đội bóng chịu ảnh hưởng của điều kiện địa lý giữa các phân khu nên ở mùa giải 1998–99, The Shopmates bị chuyển qua Southern Division, mà mùa sau đó được đổi tên thành Eastern Division. Nó đã làm ảnh hưởng về tài chính, ít nhất là chi phí di chuyển, và trong hai mùa giải Raunds Town gặp khủng hoảng. HLV Keith Burt từ chức, và CLB không còn lựa chọn nào khác và phải gia nhập lại United Counties League cuối mùa giải 1999–2000.
Ở mùa giải 2012–13, Raunds Town chơi ở United Counties Football League Division One, dẫn dắt bởi HLV Stuart Brown.

## Các danh hiệu
- United Counties League Premier Division[1]
  - Á quân: 1991–92, 1994–95
- United Counties League Division One
  - Vô địch: 1982–83

## Các kỉ lục
- FA Cup[1]
  - Vòng sơ loại thứ 4: 1998–99
- FA Trophy
  - Vòng 3: 1998–99
- FA Vase
  - Bán kết: 1994–95